# Juni 2008
Dit artikel geeft een chronologisch overzicht van belangrijke gebeurtenissen per dag in de maand juni van het jaar 2008.

## Gebeurtenissen

### 1 juni
- Het Oostenrijkse ontvoeringsslachtoffer Natascha Kampusch presenteert voor het eerst haar eigen praatprogramma, getiteld ‘Natascha Kampusch ontmoet’. Ze spreekt met voormalig Formule 1-coureur Niki Lauda, onder meer over zijn jeugd en de liefde.
- De conservatieve partij VMRO-DPMNE van premier Nikola Gruevski gaat naar eigen zeggen aan de leiding bij de parlementsverkiezingen in Macedonië.
- Hillary Clinton wint de voorverkiezingen in Puerto Rico met ruime cijfers. De opkomst was laag met slechts 10 procent van de kiesgerechtigden. Door de uitslag in het aan de VS verbonden eiland loopt Clinton niet veel in op haar rivaal Barack Obama.
- In een volgepakt voetbalstadion in Liberia komen ten minste acht mensen door verstikking om het leven. De toeschouwers kwamen in de verdrukking tijdens een kwalificatiewedstrijd van het nationale elftal tegen dat van Gambia (1-1) voor het WK voetbal 2010 in Zuid-Afrika.
- De autoriteiten in Zuid-Afrika beginnen met het vervoeren van immigranten van politiebureaus naar tentenkampen. Afrikaanse asielzoekers, vluchtelingen en immigranten sloegen drie weken geleden op de vlucht voor gewelddadige Zuid-Afrikanen die vonden dat ze hun huizen en banen innamen.

### 2 juni
- Een zelfmoordaanslag met een zware autobom op de sinds februari 2008 vrijwel ongebruikte Deense ambassade in de Pakistaanse hoofdstad Islamabad veroorzaakt negen doden en dertig gewonden. Wikinieuws

### 3 juni
- Op de dag van de laatste voorverkiezingen, gehouden in South Dakota en Montana, lijkt Barack Obama steun van voldoende afgevaardigden te hebben vergaard om in de Amerikaanse presidentsverkiezingen 2008 de kandidaat voor de Democraten te worden. Hillary Clinton geeft echter nog niet officieel op.

### 6 juni
- Een ziekenhuisafdeling in de Filipijnse stad Makati City wordt door burgemeester Jejomar Binay gesloten nadat in een maand tijd zeker 25 baby's aan een sepsis blijken te zijn doodgegaan.

### 7 juni
- Het Egyptische parlement neemt een wet aan die vrouwenbesnijdenis verbiedt. Volgens de Moslimbroederschap, de grootste Egyptische oppositiepartij, is vrouwenbesnijdenis niet in strijd met de islam.
- Hillary Clinton houdt de strijd om de Democratische kandidatuur voor het presidentschap van de Verenigde Staten voor gezien, zo deelt ze aan aanhangers in Washington D.C. mee.

### 8 juni
- De Spanjaard Rafael Nadal wint bij de mannen voor de vierde keer de finale van Roland Garros. De dag ervoor won de Servische tennisster Ana Ivanović bij de vrouwen de finale.

### 9 juni
- De IBM Roadrunner is nu 's werelds snelste computer, en de eerste petaflop-computer. De Roadrunner is twee keer sneller dan de Blue Gene System.
- Nederland wint met 3-0 van Italië op het Europees kampioenschap voetbal 2008. De doelpuntenmakers zijn Ruud van Nistelrooij, Wesley Sneijder en Giovanni van Bronckhorst.

### 10 juni
- Een Airbus A310 van Sudan Airways explodeert aan het eind van de landingsbaan in de Soedanese hoofdstad Khartoem. Minstens 28 mensen komen om het leven.
- Tom Boonen wordt betrapt op het gebruik van cocaïne bij een dopingcontrole buiten de competitie, enkele dagen voor de Ronde van België.

### 11 juni
- De Nederlandse Taalunie laat weten dat de spelling van het Nederlands in 2015 niet wordt aangepast, onder meer door protesten na de laatste wijzigingen in 2005. Normaal wordt iedere tien jaar gekeken of een aanpassing noodzakelijk is.
- In de Soedanese hoofdstad Khartoem explodeert na landing op het vliegveld een Airbus A310 van luchtvaartmaatschappij Sudan Airways. Hierbij zijn ten minste 29 personen om het leven gekomen, 14 anderen worden nog vermist.

### 13 juni
- De Ieren verwerpen het Verdrag van Lissabon. In verreweg de meeste Ierse kiesdistricten is tegen de aanvaarding hiervan gestemd. Het EU-verdrag wordt pas van kracht als alle 27 lidstaten het hebben goedgekeurd. Wikinieuws
- Nederland wint met 4-1 van Frankrijk op het Europees kampioenschap voetbal 2008. De doelpunten aan Nederlandse zijde worden gemaakt door Dirk Kuijt, Robin van Persie, Arjen Robben en Wesley Sneijder. Aan Franse zijde wordt gescoord door Thierry Henry.

### 14 juni
- Opening van de Wereldtentoonstelling Expo 2008 in de Noord-Spaanse stad Zaragoza. Het thema is "Water en duurzame ontwikkeling". Er worden circa 6,5 miljoen bezoekers verwacht.

### 15 juni
- Kosovo heeft voor het eerst in zijn geschiedenis een eigen grondwet. President Fatmir Sejdiu stelt de grondwet officieel in werking. Wikinieuws

### 16 juni
- Na Massachusetts is Californië de tweede Amerikaanse staat die het homohuwelijk legaliseert.
- Het rapport van de commissie-Bakker betreffende arbeidsparticipatie en ontslagsrecht in Nederland wordt gepresenteerd. De commissie stelt ingrijpende maatregelen voor om het vanwege de vergrijzing opdoemende structurele tekort aan arbeidskrachten ongedaan te maken.

### 17 juni
- De Nederlandse politicus Jan Marijnissen treedt om gezondheidsredenen af als fractievoorzitter en politiek leider van de SP. Hij was veertien jaar fractievoorzitter in de Tweede Kamer en partijleider. Op 20 juni wordt hij in beide ambten door Agnes Kant opgevolgd. Wikinieuws
- Vijftig jaar na het eerste Beneluxverdrag wordt in Den Haag een nieuw Beneluxverdrag ondertekend.

### 19 juni
- Op initiatief van Egypte gaat rond de Gazastrook een bestand in tussen de staat Israël en de Palestijnse Hamas, die elkaar al lange tijd op gewelddadige wijze bestrijden.

### 21 juni
- Het Nederlands elftal wordt in de kwartfinale van het Europees kampioenschap voetbal 2008 door het Russisch elftal met 3-1 (na verlenging) uitgeschakeld. Marco van Basten legt het bondscoachschap van Nederland neer. Opmerkelijk is dat Rusland ook een Nederlandse bondscoach heeft, namelijk Guus Hiddink.

### 22 juni
- Vanwege het extreme geweld en de vermoede stemmenmanipulatie van president Robert Mugabe en zijn aanhangers, trekt de oppositiekandidaat Morgan Tsvangirai van de MDC zich terug uit de tweede ronde van de presidentsverkiezingen in Zimbabwe en neemt zijn toevlucht tot de Nederlandse ambassade in hoofdstad Harare.
- Als gevolg van de tyfoon Fengshen komen in de Filipijnen minstens 640 mensen om het leven. Met name de provincie Iloilo wordt zwaar getroffen. Van de ruim 700 opvarenden van een gezonken veerboot, de MV Princess of the Stars verdrinken de meesten.

### 23 juni
- In Nederland wordt voor het eerst een eiken huwelijk gevierd. Een Amstelveens echtpaar is op deze datum tachtig jaar gehuwd, een mijlpaal die nog niet eerder werd bereikt.

### 24 juni
- Koningin Beatrix begint aan een driedaags staatsbezoek aan Litouwen.

### 27 juni
- Het Nederlandse kabinet gaat akkoord met het plan van staatssecretaris van Volksgezondheid Jet Bussemaker waarin is voorzien in een uitbreiding van het aantal gevallen waarin door IVF verkregen jonge embryo's mogen worden beoordeeld op erfelijke aandoeningen van ernstige aard. Een - al bestaande - toetsingscommissie van het academisch ziekenhuis Maastricht moet elk geval van PGD (pre-implantatiegenetische diagnostiek) gaan screenen.
- Omwille van het toenemende protest besluit de Vlaamse Regering om een grondig onafhankelijk onderzoek te laten uitvoeren naar de alternatieven voor de Oosterweelverbinding inclusief de Lange Wapperbrug.

### 29 juni
- Robert Mugabe wordt in een tweede stemronde voor de zesde keer tot president van Zimbabwe verkozen. Zijn - enige - tegenstander Morgan Tsvangirai had zich een paar dagen tevoren uit de omstreden verkiezingsstrijd teruggetrokken.
- Spanje wint het EK voetbal door Duitsland met 1-0 te verslaan in het Ernst Happelstadion in Wenen.

<< · januari · februari · maart · april · mei · juni · juli · augustus · september · oktober · november · december · >>